# Noordzeekreeft
De Noordzeekreeft (Homarus gammarus) is een tienpotige kreeftachtige uit de familie van de zeekreeften. De wetenschappelijke naam van de soort werd als Cancer gammarus in 1758 gepubliceerd door Carl Linnaeus. Noordzeekreeften kunnen 20 tot 60 centimeter groot worden en tussen 500 en 900 gram wegen, en zijn daarmee de grootste kreeften die in Europa voorkomen. Overdag schuilen ze in rotsspleten of tussen stenen; 's nachts worden ze actief. De kreeft jaagt op wormen, zee-egels en schelpdieren. Soms worden ook vissen en andere schaaldieren gegeten.

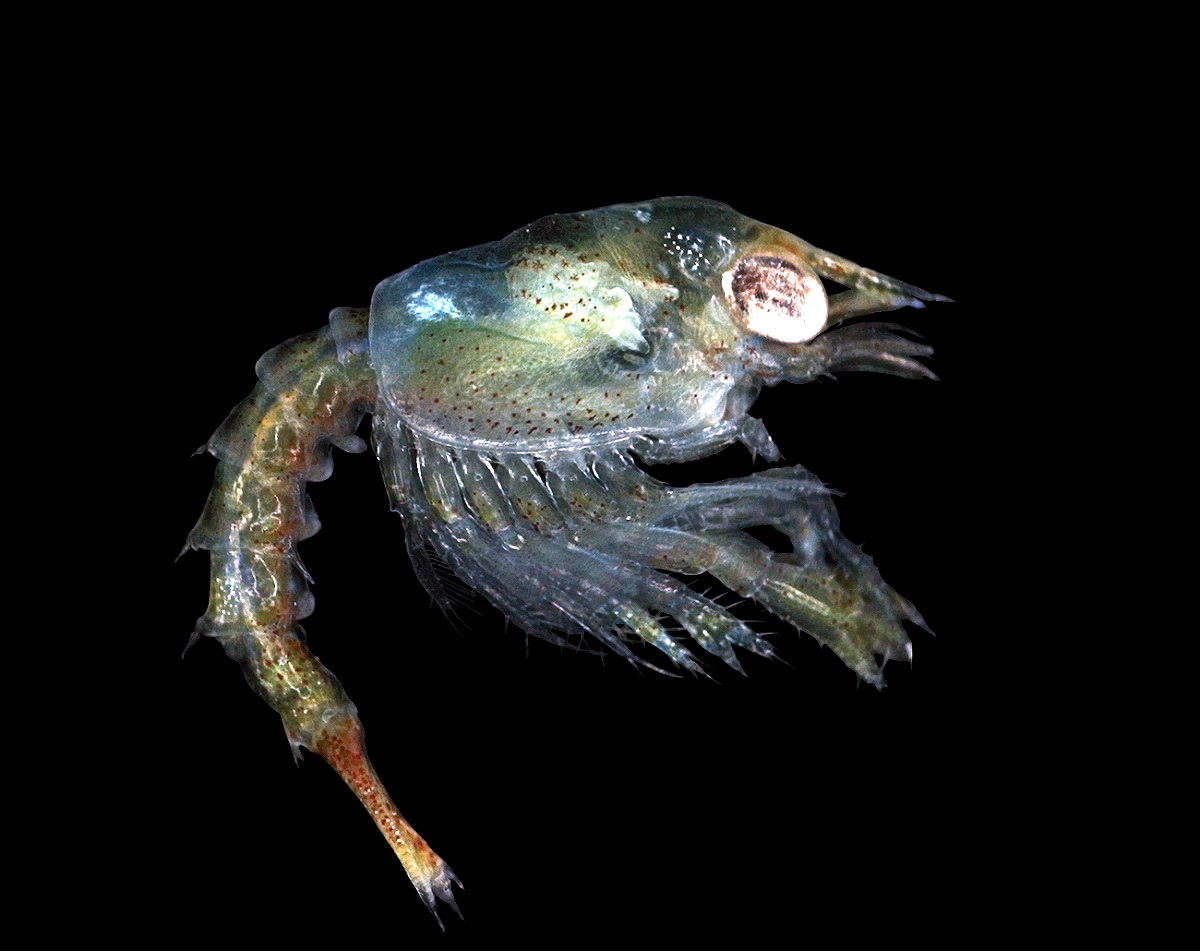
Zoea larve van de Europese kreeft

De soort komt voor van de Middellandse Zee tot en met de Oostzee.

## Kleur
De rode kleur krijgt een kreeft pas als deze gekookt is (zie ook: kreeft (voeding)). Dit komt doordat de rode kleurstof astaxanthine verpakt zit in een eiwit. Wanneer dit eiwit verhit wordt treedt denaturatie op, en komt de rode kleurstof vrij. Een levende kreeft is echter voornamelijk blauwzwart.